# Siffred Jönsson
Siffred Jönsson, född omkring 1514 troligen i Veckelax socken, död 1584 i Långlöts socken, var en svensk befallningsman och amiral.
Siffred Jönsson tillhörde troligen den finska knapadeln. Som många andra inom denna grupp tog han tjänst som "skytt", beriden krigare i kungens följe. 1539 var Siffred Jönsson i tjänst hos fogden i Ölands norra mot och fick, sedan denne slagits ihjäl under Dackefejden överta fogdesysslan. Han var Gustav Vasas ombud vid godsindragningar, utdikningar och andra förrättningar på Öland och lyckades inta en hållning, som tillfredsställde både kungen och bönderna. Siffred Jönsson vann även Erik XIV:s förtroende och blev 1560 föreståndare för skeppsvarvet i Björkenäs utanför Kalmar, vilket kraftigt utvidgades och bland annat byggde Eriks stora amiralsskepp Sankt Erik. Under nordiska sjuårskriget var Siffred Jönsson skeppshövitsman på flera betydande fartyg, såsom Svenske Hektor och Elefanten, och deltog i de flesta av krigets stora sjöslag. 1564–1565 ledde han en expedition mot Stralsund och återvände med en stor konvoj viktiga förnödenheter. Mot slutet Eriks regering avancerade Siffred Jönsson till underamiral under Peder Bagge och 1568 till amiral för kalmarflottan samt deltog i kungens försvarskamp mot de upproriska bröderna. Detta hindrade inte, att Siffred Jönsson efter Eriks fall kvarstod i offentlig tjänst, återvände från Stockholms till Öland, där han 1571 till och med blev överste befallningsman över ön och tidvis som slottsloven hade överinseende över Borgholms återuppbyggnad.